# Vantanea parviflora
Vantanea parviflora är en tvåhjärtbladig växtart som beskrevs av Jean-Baptiste de Lamarck. Vantanea parviflora ingår i släktet Vantanea och familjen Humiriaceae. Utöver nominatformen finns också underarten V. p. puberulifolia.